# Liste der albanischen Botschafter beim Heiligen Stuhl
Die Liste der albanischen Botschafter beim Heiligen Stuhl bietet einen Überblick über die Leiter der albanischen diplomatischen Vertretung beim Heiligen Stuhl seit der Aufnahme diplomatischer Beziehungen.
| Amtszeit  | Name             | Anmerkung         |
| --------- | ---------------- | ----------------- |
| 1993–1996 | Willy Gjon Kamsi | Botschafter       |
| 1997–2002 | Jul Bushati      | Botschafter       |
| 2002–2006 | Zef Bushati      | Botschafter       |
| 2006–2013 | Rrok Logu        | Botschafter       |
| 2013–2015 | Majlinda Dodaj   | Geschäftsträgerin |
| 2015–2017 | Visar Zhiti      | Geschäftsträger   |
| 2017–     | Majlinda Dodaj   | Geschäftsträgerin |